# Fosas comunes en la Unión Soviética

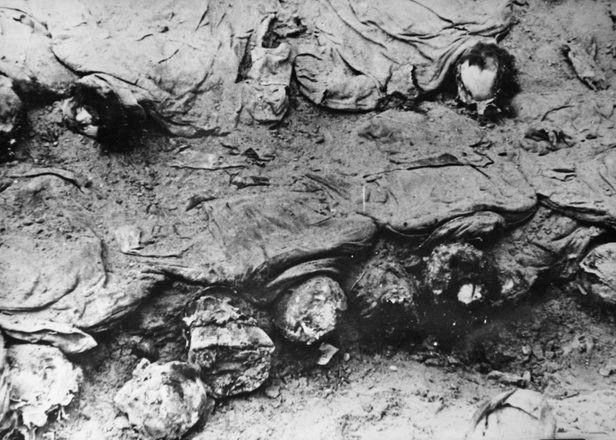
Exhumación de cadáveres en Katyn, en 1943. Foto tomada por la delegación de la Cruz Roja Polaca.

Las fosas comunes en la Unión Soviética se utilizaron para el enterrar a masas de ciudadanos y extranjeros ejecutados por el gobierno. El gobierno de la Unión Soviética bajo Stalin asesinó a muchos de sus propios ciudadanos y a muchos extranjeros. Estas matanzas se llevaron a cabo por los organismos de seguridad, tales como la NKVD, y alcanzaron su punto máximo en la Gran Purga de 1937-38, cuando casi 700 000 personas fueron ejecutadas mediante un disparo en la base del cráneo. Tras la disolución de la URSS, en 1991, muchos de los sitios de matanzas y de enterramientos fueron hechos públicos.

## Terror y represión en la Unión Soviética
Se cree que el régimen de Stalin dio muerte a unos 20 millones de personas. La mayoría de ellos eran ciudadanos soviéticos. Algunas de las fosas comunes más notables son:
- Fosas comunes de Bykivnia, que se estima contienen de 100 000 a 225 000 cadáveres.[2][3]
- Fosas comunes de Kurapaty, que se estima contienen entre 30 000 y 200 000 cuerpos.[4]
- Fosas comunes de Bútovo, que se estima contienen más de 20 000 cadáveres.[5]
- Fosas comunes de Communarka, que se estima contienen unos 10 000 muertos.[6]
- Fosas comunes de Sandarmoj, que se estima contienen más de 9000 cuerpos.[7]

Se han descubierto otros campos de la muerte de la época de Stalin. Algunos tan recientemente como 2010. Solo en áreas próximas a Kiev hay fosas comunes en Umán, Bila Tserkva, Cherkasy y Zhitómir. Algunas fueron descubiertas por los alemanes durante la Segunda Guerra Mundial; Katyn y Vínnitsa se cuentan entre las más atroces.
En julio de 2010 fue descubierta en San Petersburgo una fosa común que contenía los cadáveres de 80 oficiales del ejército ejecutados durante el "Terror Rojo" bolchevique de 1918/21. 